# Snowflake (Arizona)
Snowflake é uma vila localizada no estado americano do Arizona, no condado de Navajo. Foi incorporada em 1948.
A localidade ficou conhecida por causa de um caso mundialmente famoso de abdução, que aconteceu em 5 de novembro de 1975, onde um morador local, Travis Walton, um lenhador, estava cortando lenha na floresta com colegas, quando viram uma luz muito forte no céu de dentro do carro. Travis Walton desceu do carro e disse ter sido atingido pela luz e abduzido por extraterrestres. Sua história virou livro, e posteriormente filme, intitulado "Fogo no Céu". Até hoje seu depoimento e de seus colegas que disseram ter sido testemunhas oculares não foi concluído e o caso parece sem solução.

## Geografia
De acordo com o United States Census Bureau, a vila tem uma área de 87 km², onde 86,8 km² estão cobertos por terra e 0,2 km² por água.

### Localidades na vizinhança
O diagrama seguinte representa as localidades num raio de 48 km ao redor de Snowflake.

## Demografia
Segundo o censo nacional de 2010, a sua população é de 5 590 habitantes e sua densidade populacional é de 64,4 hab/km². Possui 2 074 residências, que resulta em uma densidade de 23,9 residências/km².